# Trachea altivolans
Trachea altivolans är en fjärilsart som beskrevs av William Schaus 1911. Trachea altivolans ingår i släktet Trachea och familjen nattflyn. Inga underarter finns listade i Catalogue of Life.